# Restaurant Metropol

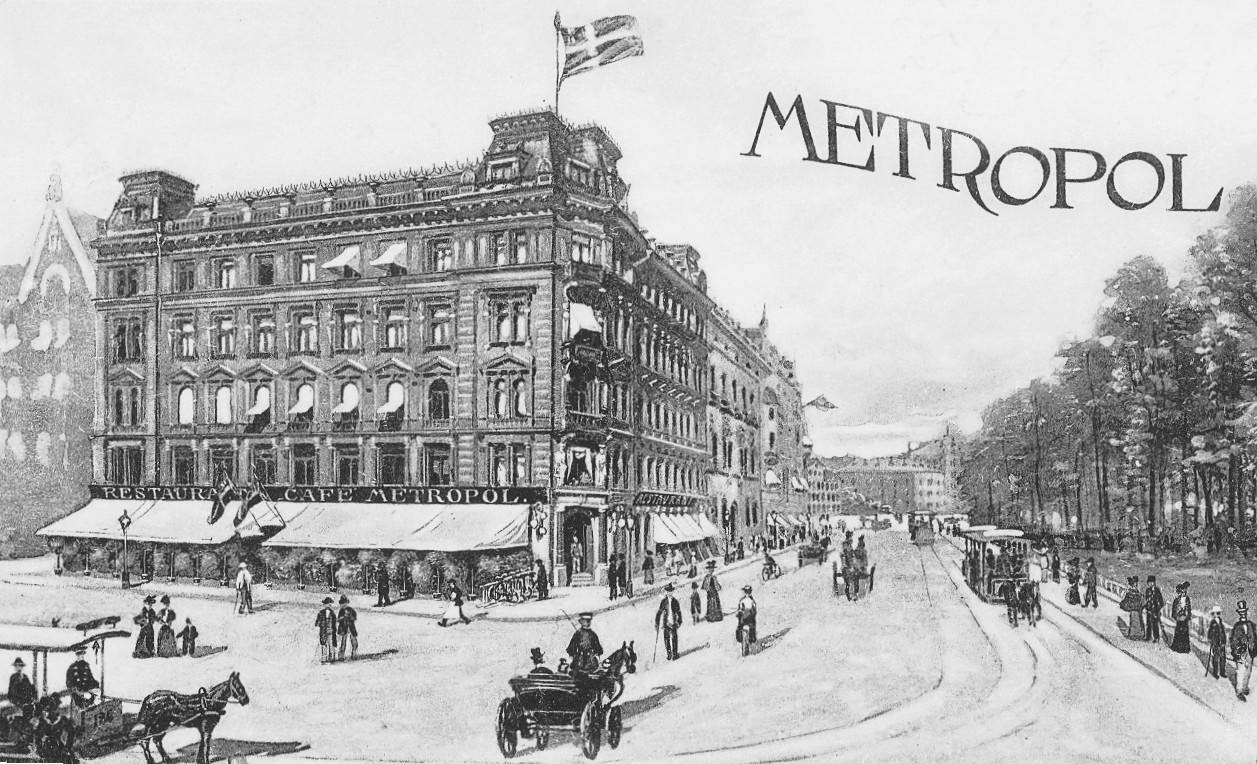
"Metropol" vykort från 1910-talet. Man ser längs Hamngatan österut.

Restaurant Metropol (officiellt Restaurant & Café Metropol) var ett exklusivt serveringsställe som låg i kvarteret Skravelberget mindre i hörnet Hamngatan 6 / Norrmalmstorg 2 på Östermalm i Stockholm. Stället existerade mellan 1905 och 1918 och var en träffpunkt för litteratörer, konstnärer och skådespelare. Sedan 2010 har Nobis Hotel sina lokaler i huset.

## Historik

### Tidigare restauranger
I det 1886 färdigställda hörnhuset, fastigheten  Skravelberget mindre 9, låg till en början Restaurant & Café Francais och efter 1889 Jones Café, Restaurant och Grill. Jones hade köpt restaurangen 1888 och lät bygga om och nyinreda den. Arkitekt för omdaningen var Adolf Emil Melander och en stor del av interiören ritades av arkitekt Agi Lindegren. Kaféet låg mot Hamngatan med ingången från hörnet, innanför stod grillapparaten. Här grillades nämligen kött mitt i lokalen vilket var en nyhet i Stockholm. I källarvåningen låg den så kallade Grottan, utformad som en droppstensgrotta och smyckad med sagofigurer. Interiören blev påkostad och Dagens Nyheter betecknade Jones grillrum 1890 som "Stockholms elegantaste kafé".
Dåvarande fastighetsägaren var en kapten C.G. Börgström. 1893 sålde Jones restaurangrörelsen till Wilhelm Rössberg, en tysk före detta sockerbagare, som hade sadlat om till gipsgjutare och skulptör. Han döpte verksamheten till Restaurant & Café Rösberg och gjorde om den till en tysk Bierstube. Det bjöds på tysk Hausmannskost, korvar och öl. Jones "Grotta" förvandlade han till Blå grottan på Capri med gipstuppar och odjur som hade lysande ögon. Det blev dock för mycket stötande liv från Rössbergs verksamhet. Han tvingades lämna restaurangen och återvände till Tyskland. Ny ägare blev tegelhandlaren Carl August Andersson, kallat "Tegel-Anders", en tidigare pråmskeppare. 1890 fick han tillstånd att driva en ”källarrörelse” på Stora Fjäderholmen men gick i konkurs 1898. Nu skulle han försöka sin lycka vid Norrmalmstorg och döpte om lokalen till Metropol. Men satsningen gick inte heller bra och 1899 eller 1900 gick han i konkurs igen.

Ritningar
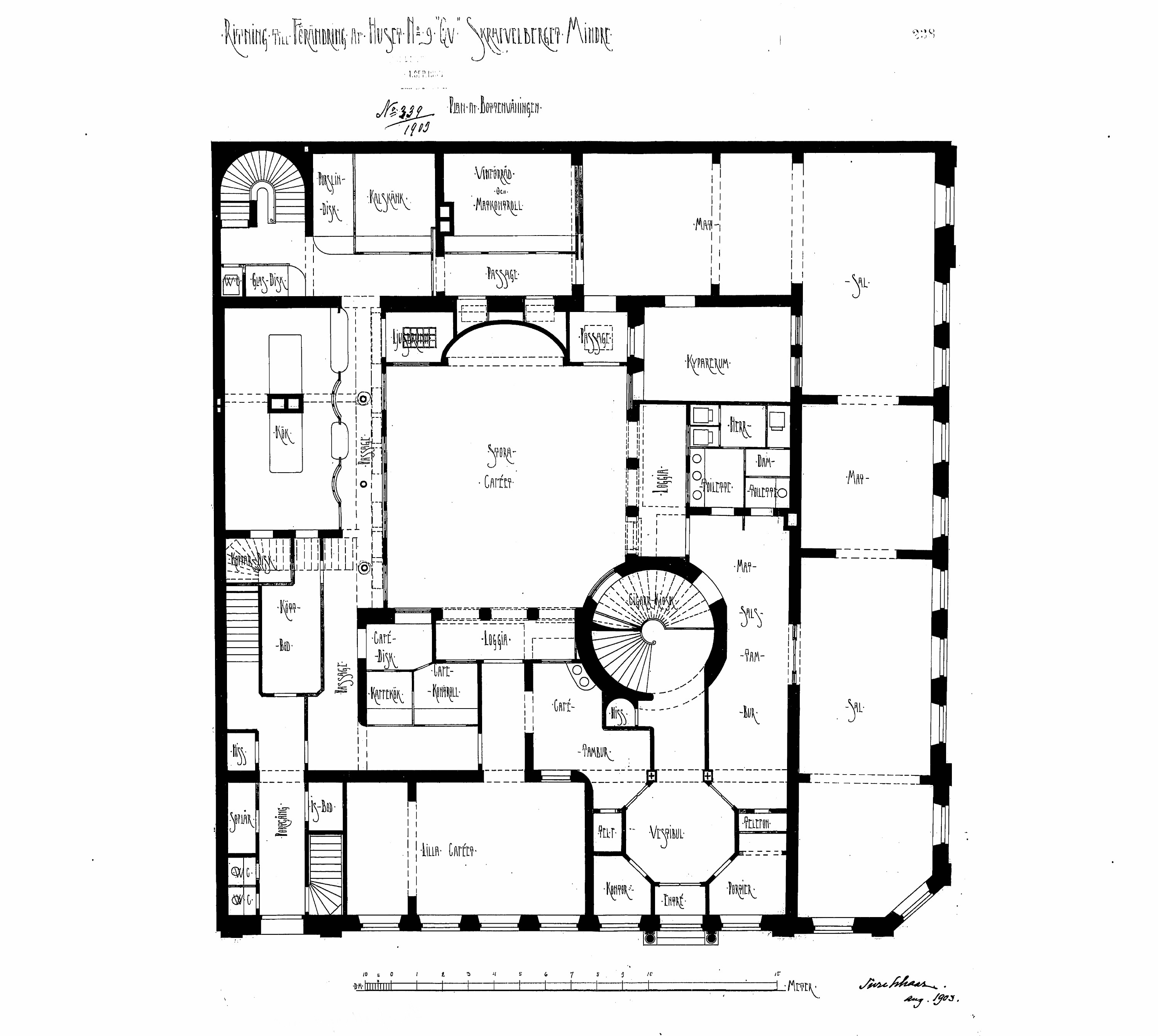
Bottenvåning.
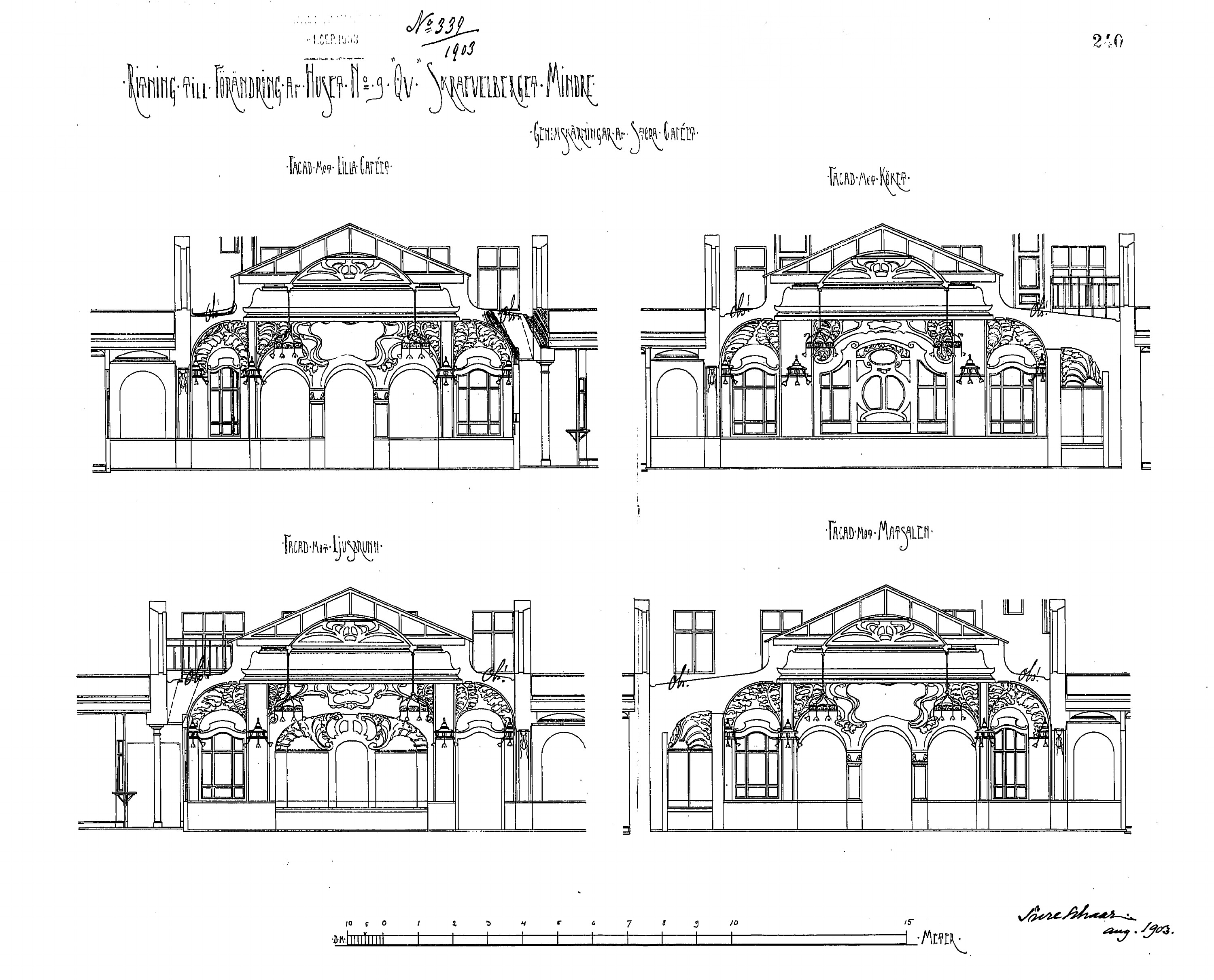
Väggelevationer för "Stora Caféet".
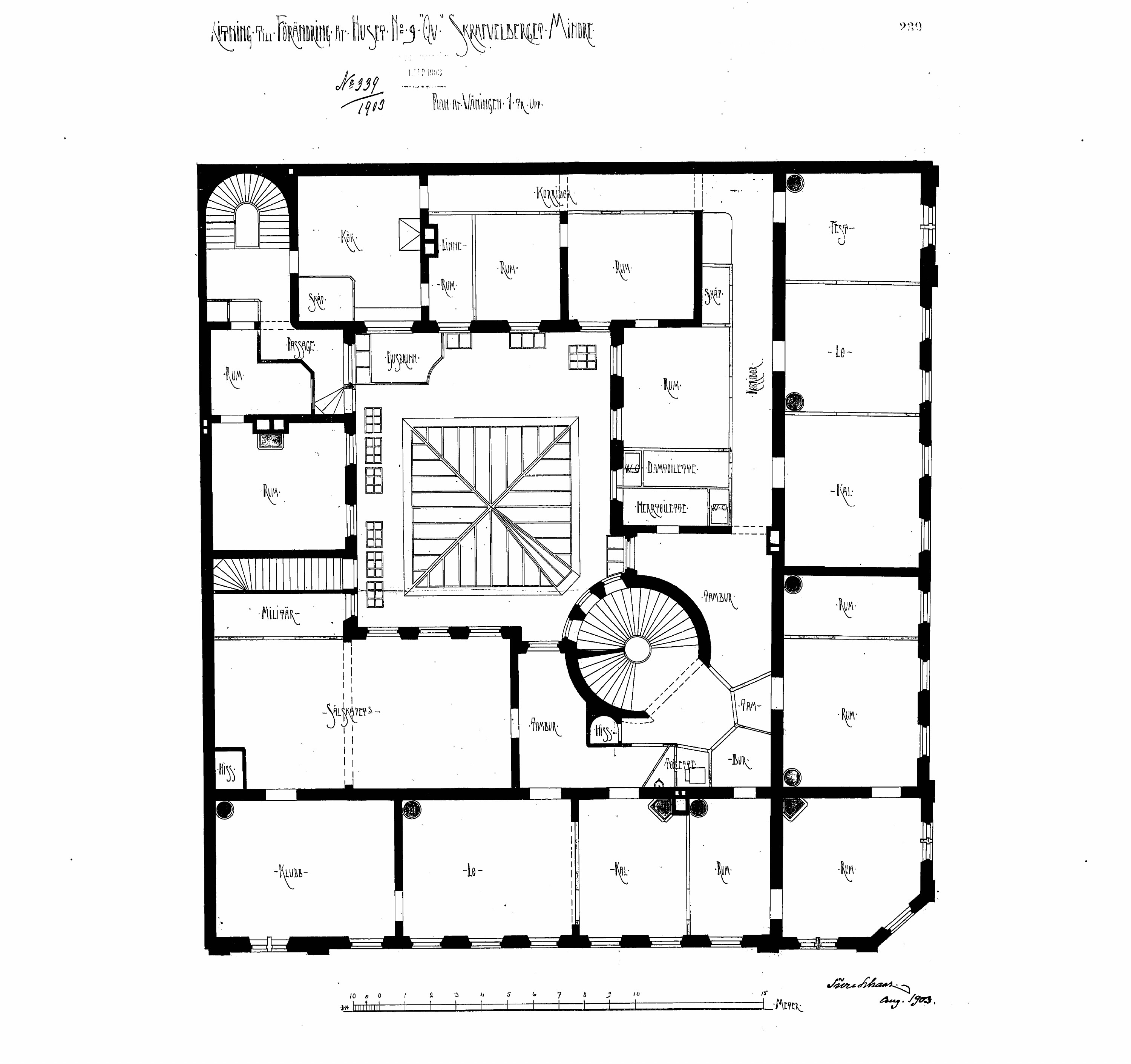
Våning 1 trappa

### Metropol under Strandberg
År 1903 sålde C.G. Börgströms stärbhus fastigheten till källarmästaren Wilhelm Strandberg (1865–1911) som då närmast kom från Djursholms restaurant vilket han grundat 1890. Strandberg hade restaurangerfarenhet från sin tid på Djursholm och även från Berns Salonger där han var anställd tidigare. Nu hade han stora planer för sitt nya ställe som han kallade Restaurant & Café Metropol beläget bara ett stenkast ifrån Berns. Han lät bygga om husets bottenvåning och den tidigare kontorsvåningen på 1 trappa till en stor restaurang med sällskapsrum. För gestaltningen anlitade han arkitekt Ture Schaar och Adolf Emil Melander ritade även denna gång en del av interiören. Schaar hade arbetat med liknande projekt, bland annat med Grand Hôtel och Hotell Rydberg. 
I bottenvåningen låg utöver kök, kapprum och toaletter flera matsalar samt Lilla Cafén och Stora Cafén, det senare under ett nybyggt glastak på innergården. Våning 1 trappa rymde festlokal, klubblokaler samt ett stort antal mindre rum och Blå grottan på Capri blev till Metropols vinkällare. Huvudentrén hade flyttats från hörnet till Norrmalmstorg och här låg även sommarverandan. Lokalen öppnade på senhösten 1905. Allt var av yppersta kvalitet och inredd i dåtidens smak i överdådig nybarock, med speglar på väggarna, och i taket stuckatur, plafonder och kristallkronor. På samtida illustrationer märks även vid borden Michael Thonets Wiener Kaffeehausstuhl nr 56 som lanserades 1885. Stället blev en populär träffpunkt för litteratörer, konstnärer och skådespelare, bland dem Daniel Fallström, Algot Sandberg, Gösta Ekman d.ä., Ernst Rolf, Karl Gerhard och Dagmar Hansen.
Efter Strandbergs död 1911 övertogs rörelsen och fastigheten av hans hustru Hanna. Hon drev "Metris", som stället populärt kallades fram till 1918. En kväll i maj 1918 gavs en storslagen avskedsmiddag. Priset var högt, 20 kronor, men då serverades också äkta sköldpaddssoppa, rökt lax och färsk sparris och därtill utsökta årgångsviner. Därmed var restaurangverksamheten i fastigheten över för den här gången. Metropol återuppstod 1927 i ny tappning vid Sveavägen under namnet Metropolpalatset.

Interiör
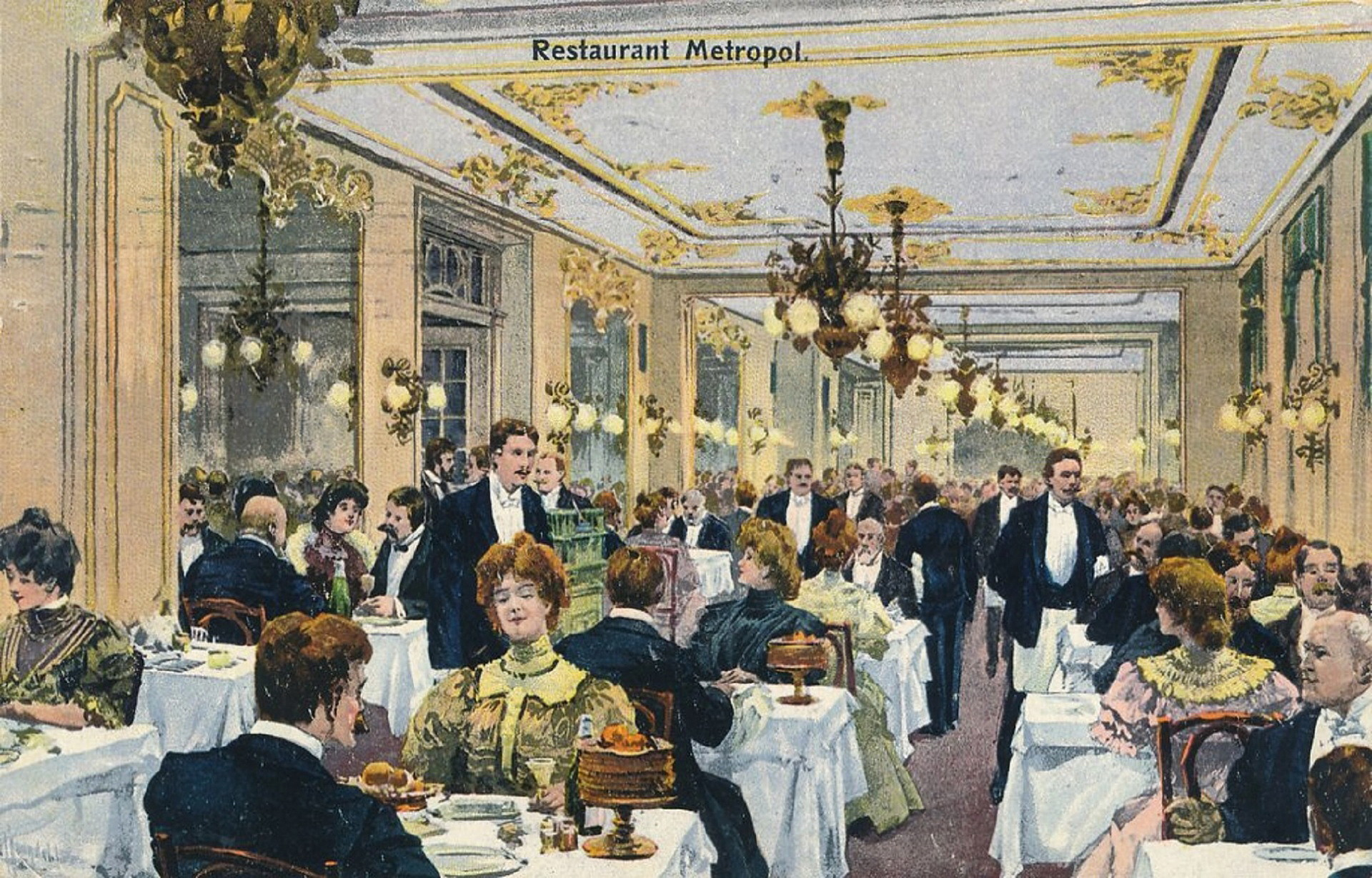
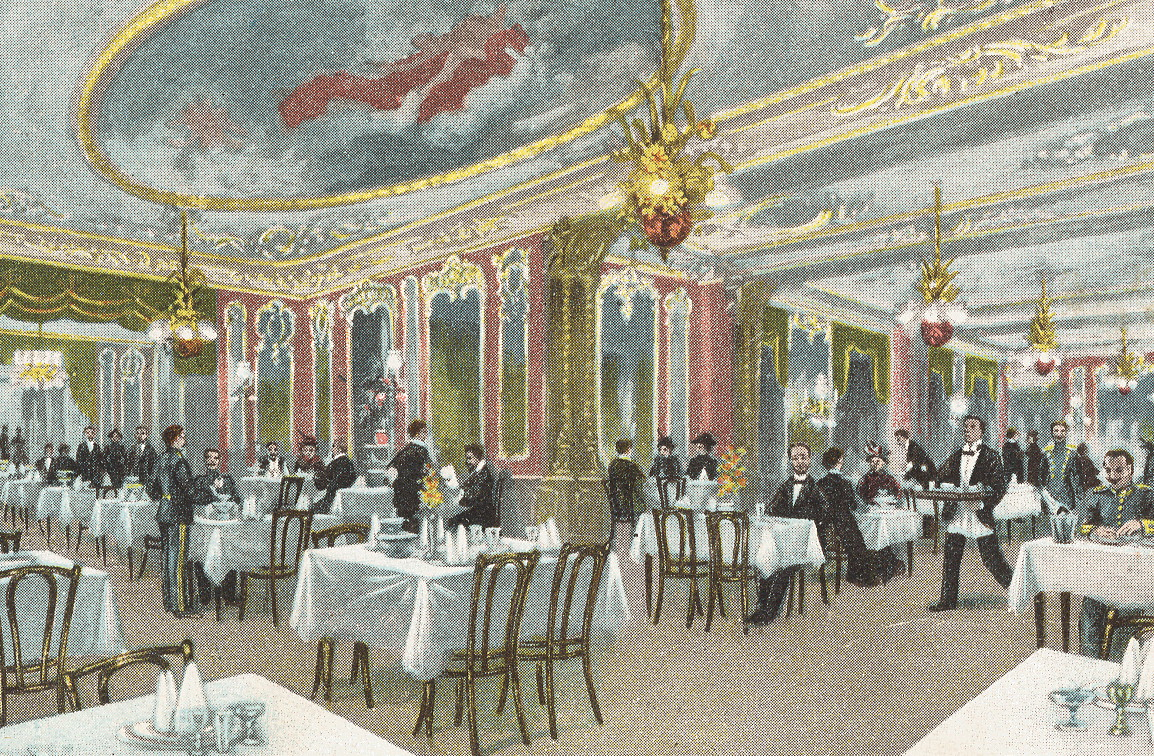

### Husets vidare öden
År 1918 sålde Hanna Strandberg fastigheten Skravelberget mindre 9 till AB Baltic Maskinverken. I början av 1920-talet skulle huset rivas och ett nytt bankpalats uppföras för Svenska Lantmännens Bank. Det blev dock ingen rivning utan en total ombyggnad efter ritningar av Torben Grut som även omgestaltade fasaderna till dagens utseende. Någon restaurang fanns inte längre i byggnaden. Fram till 1974 låg Sveriges Kreditbank på Metropols gamla plats vid Norrmalmstorg. Här utspelade sig i augusti 1973 Norrmalmstorgsdramat med en uppmärksammat gisslantagning. 
Efter 1985 fanns åter igen en restaurang i bottenvåningen, Hamngatan 6, under namnet Café La Clé. År 2001 förvärvades huset av Anders Bodin Fastigheter. 2002 blev Café La Clé till Lebanon Meza Lounge (fortfarande kvar 2020). Sedan 2010 är fastigheten en del av Nobis Hotel som har över 200 hotellrum och  flera restauranger i byggnaden.

### Noter

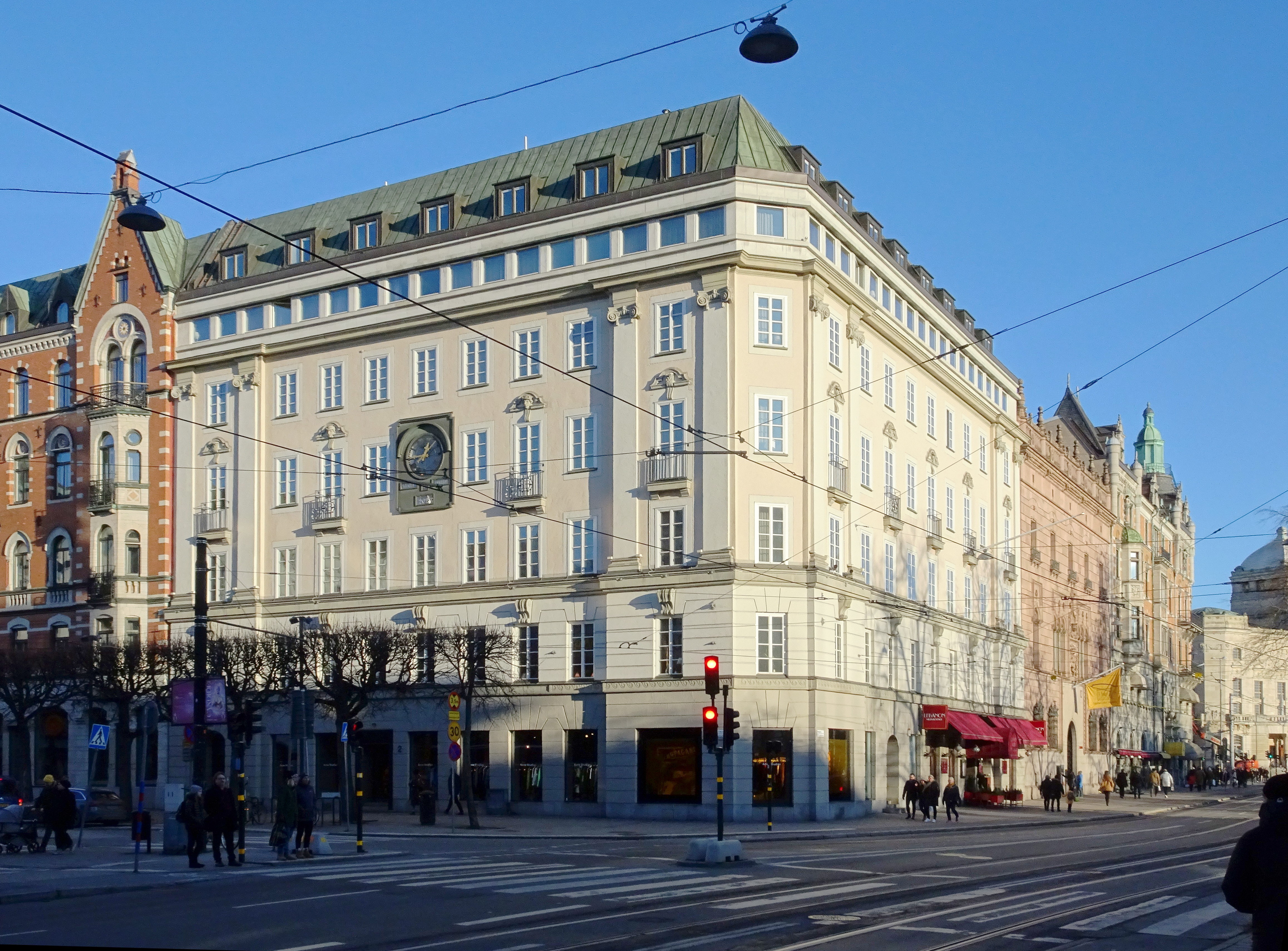
Hörnhuset där "Restaurant Metropol" var belägen 1905–1918 i januari 2020.